# Chełchy (gmina Kowale Oleckie)
Chełchy (dawniej niem. Chelchen) – wieś w Polsce położona w województwie warmińsko-mazurskim, w powiecie oleckim, w gminie Kowale Oleckie. W latach 1975–1998 miejscowość należała administracyjnie do województwa suwalskiego.
Wieś lokowana na prawie lennym na 60 włókach boru w 1563 roku, przez księcia Albrechta. Zasadźca był Absalom Ryman, który odstąpił swą posiadłość ówczesnemu staroście książęcemu w Stradunach. Starosta w roku 1564 sprzedał połowę wsi rodzinie Dworaków (wraz z przylegającymi do niej 30 włókami boru). Na sprzedanych gruntach powstała wieś szlachecka Chełchy a na pozostałych majątek ziemski Kowale Oleckie. 
W 1835 r. powstała w Chełchach szkoła. 
Nazwa wsi pochodzi od zeslawizowanego nazwiska bałtyckiego (wcześniejsze tereny zamieszkiwane przez Jaćwingów), podobnie jak w przypadku wsi Gryzy, Czukty, Kiliany, Gordejki czy Wojnasy. W początkowym etapie germanizacji wieś nazywano Chelchen. W 1938 r. władze hitlerowskie zmieniły na nazwę urzędową Vorbergen. 
W 1938 r. wieś zamieszkiwało 237 osób. 